# Vergadering van Volksvertegenwoordigers
De Vergadering van Volksvertegenwoordigers (Arabisch: مجلس نواب الشعب Majlis Nuwwāb ash-Sha'b; Frans: Assemblée des représentants du peuple, ARP) is de hoogste wetgevende macht in Tunesië. De volksvertegenwoordiging bestaat uit één kamer en telt 217 zetels. De zittingstermijn is vijf jaar. Ze komt bijeen in het Bardopaleis in Le Bardo, nabij Tunis.
De Vergadering van Volksvertegenwoordigers werd gevormd bij de vaststelling van de nieuwe grondwet op 10 februari 2014. Voor de Jasmijnrevolutie van 2011 bestond het parlement van Tunesië uit twee kamers: de Kamer van Adviseurs en de Kamer van Afgevaardigden. De eerste verkiezingen voor de Vergadering van Volksvertegenwoordigers vonden plaats op 26 oktober 2014.

## Werking
Elke Tunesische burger die ten minste 18 jaar oud is heeft stemrecht. Tunesiërs die in het buitenland wonen kunnen ook gaan stemmen en hebben hun eigen vertegenwoordiging in het parlement. Iedereen die ten minste tien jaar houder is van de Tunesische nationaliteit en ten minste 23 jaar oud is kan kandidaat zijn voor parlementsverkiezingen.
Alleen het regeringshoofd kan wetsvoorstellen van financiële aard indienen of een internationaal verdrag ratificeren. Gewone wetsvoorstellen worden aangenomen door een eenvoudige meerderheid van de afgevaardigden. De ontwerpen van organieke wetten worden aangenomen met een absolute meerderheid van de leden van de vergadering.
Geen enkel lid van de volksvertegenwoordiging kan worden vervolgd voor daden of woorden die zijn uitgesproken in verband met zijn parlementaire taken. Elk lid is ook immuun voor vervolging wegens een misdrijf terwijl hij in functie is, tenzij zijn parlementaire immuniteit wordt opgeheven. Er zijn minimaal zeven parlementsleden nodig om een fractie te vormen.
Wanneer de vergadering wordt ontbonden, kan de president, met instemming van het regeringshoofd, bij besluit regeren. De door de president vastgestelde wetsbesluiten moeten vervolgens tijdens de eerste gewone zitting door de nieuwe vergadering worden goedgekeurd.
De Vergadering van Volksvertegenwoordigers kan ook het regeringshoofd voor een periode van maximaal twee maanden de bevoegdheid verlenen om wetsbesluiten uit te vaardigen. De steun van drie vijfde van de leden is vereist voor de toekenning van dergelijke macht. Geen enkel besluit kan het kiesstelsel ondermijnen. De grondwet kan worden herzien, op initiatief van één derde van de parlementsleden of de president van de republiek. Elke voorgestelde herziening van de grondwet is onderworpen aan toetsing door het grondwettelijk hof, het zorgt ervoor dat de voorgestelde herziening geen gevolgen heeft voor items waarvan de wijziging door de grondwet verboden is. De herziening moet worden goedgekeurd door twee derde van de leden van de Vergadering van Volksvertegenwoordigers en vervolgens worden onderworpen aan een referendum.

## Verkiezingen
De eerste verkiezingen voor de Vergadering van Volksvertegenwoordigers vonden plaats op 26 augustus 2014. Nidaa Tounes werd de grootste partij met 37,6% van de stemmen.
De tweede verkiezingen werden gehouden op 6 oktober 2019.